# Andrew Tennant
|  | No confondre amb Andy Tennant, director de cinema nord-americà |

Andrew "Andy" Tennant (Wolverhampton, West Midlands, 9 de març de 1987) és un ciclista anglès que combina tant la ruta com la pista. Guanyador de sis medalles als Campionat del món de Persecució per equips.

## Palmarès en pista
- 2005
  -  Campió del món júnior en Persecució
  -  Campió d'Europa júnior en Persecució per equips (amb Steven Burke, Ian Stannard i Ross Sander)
- 2006
  -  Campió d'Europa sub-23 en Persecució per equips (amb Edward Clancy, Ian Stannard i Geraint Thomas)
- 2007
  -  Campió del Regne Unit en Persecució per equips (amb Steven Burke, Jonathan Bellis i Russell Hampton)
- 2008
  -  Campió d'Europa sub-23 en Persecució per equips (amb Steven Burke, Peter Kennaugh i Mark McNally)
- 2010
  -  Campió d'Europa en Persecució per equips (amb Edward Clancy, Jason Queally i Steven Burke)
- 2013
  -  Campió d'Europa en Persecució per equips (amb Edward Clancy, Owain Doull i Steven Burke)
- 2014
  -  Campió d'Europa en Persecució
  -  Campió d'Europa en Persecució per equips (amb Edward Clancy, Owain Doull i Jonathan Dibben)
  -  Campió del Regne Unit en Persecució
  -  Campió del Regne Unit en Madison (amb Oliver Wood)
- 2015
  -  Campió d'Europa en Persecució per equips (amb Owain Doull, Jonathan Dibben, Bradley Wiggins, Steven Burke i Matthew Gibson)
  -  Campió del Regne Unit en Persecució

### Resultats a laCopa del Món en pista
- 2009-2010
  - 1r a Manchester, en Persecució per equips
- 2013-2014
  - 1r a Manchester, en Persecució per equips
- 2014-2015
  - 1r a Londres, en Persecució per equips
- 2016-2017
  - 1r a Glasgow, en Persecució per equips

## Palmarès en ruta
- 2009
  - 1r al Tour of the Reservoir
- 2015
  - Vencedor d'una etapa a la Fletxa del sud